# Insertion (Genetik)
Insertion bedeutet in der Genetik bei einer Genmutation den Einbau von zusätzlichen Nukleotiden oder DNA-Sequenzen in eine DNA-Sequenz.

## Eigenschaften
Eine Insertion führt zu einer Leserasterverschiebung (Frameshift), soweit nicht ganzzahlige Vielfache von drei Nukleotiden im Sinne von Triplett-Codons eingebaut werden. Eine Insertion kann insbesondere bei einer Leserasterverschiebung zur Folge haben, dass das Genprodukt, welches auf dem Gen codiert ist, nicht mehr korrekt hergestellt werden kann.
Ähnliche Effekte wie die Insertion von Nukleotidsequenzen hat die Löschung von Sequenzen, was als Deletion bezeichnet wird. Indel ist ein Überbegriff für Insertionen und Deletionen. Da die eindeutige Zuordnung nach mehreren verschiedenen Insertionen und Deletionen problematisch ist, werden diese uneindeutigen Fälle ohne genauere Klassifizierung als Indel zu einer Kategorie zusammengefasst.
Bei einer Chromosomenmutation besitzt ein Chromosom nach einer Insertion intern ein zusätzliches Teilstück.
Inverted repeats dienen einer erleichterten Insertion von DNA in das Genom des Wirts. Diese werden von manchen integrierenden Viren (z. B. Adeno-assoziierte Viren, HIV) oder mobilen genetischen Elementen (wie Retroelemente, Transposons oder integrierende bakterielle Plasmide) verwendet.
In der Biochemie und Molekularbiologie werden gelegentlich gezielte Insertionen bei einer Klonierung, einem Proteindesign, einem Vektordesign oder auch zufällig bei einer Mutagenese eingesetzt.

## Beispiel
Die Leserasterverschiebung lässt sich anhand eines Beispiels erklären. Der Satz
ICH MAG NUR EIN EIS
ergibt einen Sinn. Jedes Wort besteht aus drei Buchstaben, als Analogie zum Triplett-Codon bei der DNA. Ähnlich liegt die Information auch auf einem Gen vor, hier werden die drei Nukleotide immer zu einem Triplett-Codon zusammengefasst. Während der Translation codieren jeweils drei Nukleotide für eine Aminosäure.
Bei einer Insertion eines Buchstabens wird unter Erhalt des Drei-Buchstaben-Rasters die Bedeutung geändert:
ICH XMA GNU REI NEI S